# Antifaschistische Aktion/Bundesweite Organisation

Logo der AA/BO

Die Antifaschistische Aktion/Bundesweite Organisation (kurz AA/BO) war ein Zusammenschluss von antifaschistischen Gruppen, die zumeist aus der Autonomen-Bewegung  kamen. Die einzelnen Mitgliedsgruppen, zu denen unter anderem die Antifaschistische Aktion Berlin, die Antifaschistische Aktion Hannover und die Autonome Antifa (M) aus Göttingen gehörten, wurden, wie die Gesamtorganisation, von den Verfassungsschutzbehörden des Bundes und der Länder seit ihrer Gründung 1992 in Wuppertal beobachtet.

## Ziele
Die AA/BO verfolgte das Konzept des revolutionären Antifaschismus, bei dem das Engagement gegen Neonazis mit einer gesamtgesellschaftlichen Perspektive verknüpft wurde. In ihrem Grundsatzpapier formulierten sie, dass sich ihr Kampf „immer auch gegen die gesellschaftlichen Bedingungen wenden [müsse], aus denen heraus faschistische Bewegungen entstehen: Das kapitalistische Konkurrenzprinzip, das Menschen nur nach ihrer Verwertbarkeit beurteilt und dem Profit als oberstes Ziel gilt.“ Darüber hinaus wandte sich die Antifaschistische Aktion/Bundesweite Organisation gegen Rassismus und Sexismus.
Programmatisch wollte die Organisation alle Kräfte sammeln, um strömungsübergreifend „gegen die Faschisten und den alltäglichen Terror der bestehenden Verhältnisse“ zu agieren und der Zersplitterung innerhalb der Linken entgegenzuwirken. Es wurden bundesweite Demonstrationen, Kongresse und Kampagnen organisiert. Militanz galt als legitimes Mittel. Die AA/BO rief auch zur Teilnahme an den Demonstrationen am Ersten Mai in Berlin und der Liebknecht-Luxemburg-Demonstration auf.

## Auflösung
Infolge der zunehmenden Spaltung der Autonomen-Bewegung in Antideutsche und traditionelle Antiimperialisten entlang der Positionierung zum Nahost-Konflikt löste sich die Antifaschistische Aktion/Bundesweite Organisation nach einem bundesweiten Antifakongress 2001 in Göttingen auf.

## Publikationen
- 1998: Solidarität hilft Siegen!
- 1998: ENTSICHERT – der Polizeistaat lädt nach…
- 1995: 50 Jahrestag der Befreiung vom Nazifaschismus[7]
- 1995: Das Konzept Antifa